# Knud Erik Boelman
Knud Erik Boelman født 1946, er en dansk overlærer og tidligere atlet.
Boelman startede karrieren i Østerbro-klubben Københavns IF men skiftede til Ben Hur i 1971. Han vandt bronzemedaljen ved det danske meterskab på 3000 meter forhindring 1970.
Boelman har siden 1970 været ansat ved Københavns Skolevæsen, som lærer på Sundbyøster Skole for hvilket han har fået tildelt den kongelige fortjenstmedaljen i sølv

## Danske mesterskaber
- Bronze 1970 3000 meter forhindring 9:15.4
- Guld 1970 holdcross